# Ficus midotis
Ficus midotis är en mullbärsväxtart som beskrevs av Edred John Henry Corner. Ficus midotis ingår i släktet fikonsläktet, och familjen mullbärsväxter. Inga underarter finns listade i Catalogue of Life.